# 迪恩美術館

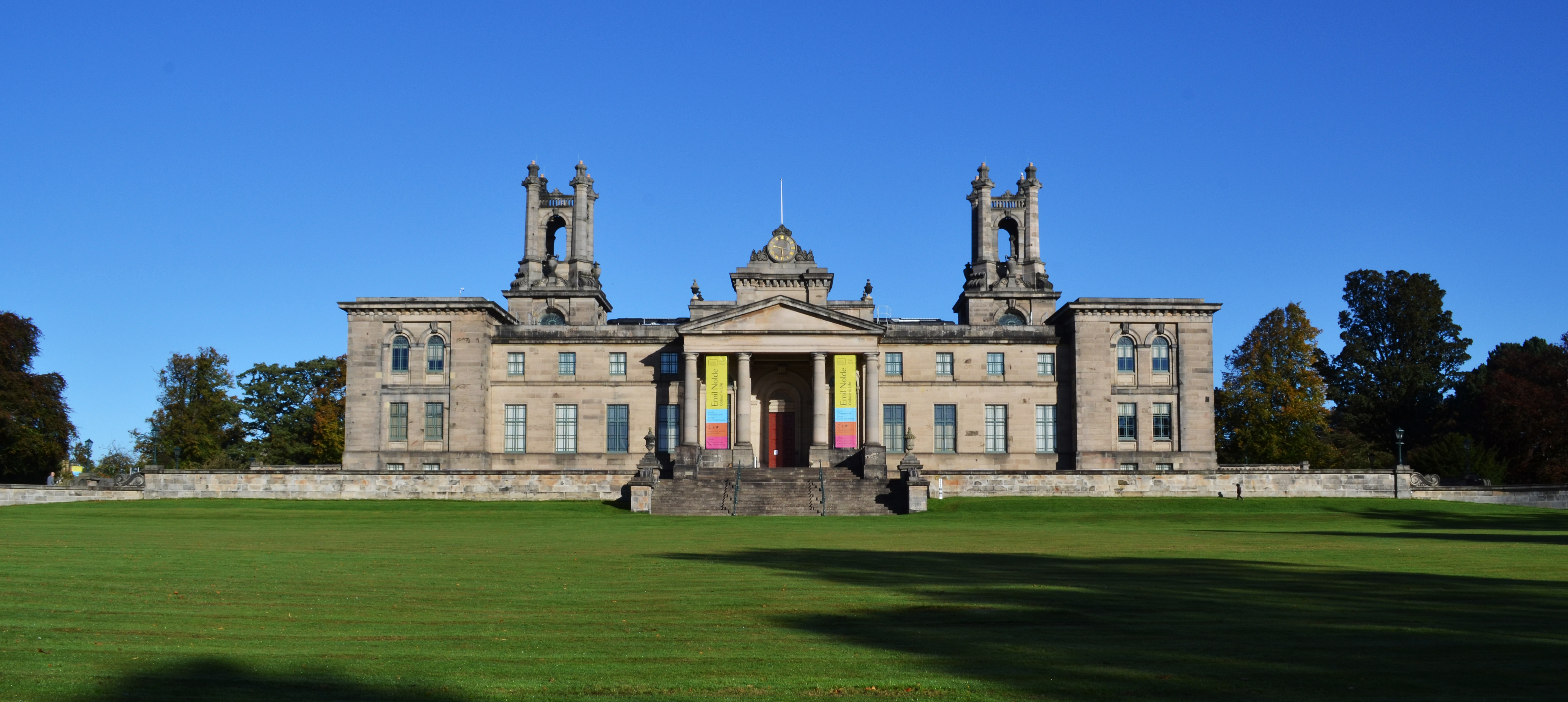

迪恩美術館（英語：Dean Gallery）是位於英國蘇格蘭愛丁堡的一座美術館，也是蘇格蘭國立美術館的一部分。迪恩美術館的對面是蘇格蘭現代藝術美術館，也是其的姊妹美術館。美術館的建築修建於1831年。在成為美術館之前，該建築曾是一座教育中心。1999年開始，該建築改為一座美術館。

## 外部連結
- http://www.nationalgalleries.org/
- https://web.archive.org/web/20061105013441/http://www.nationalgalleries.org/collections/

55°57′06.52″N 3°13′26.75″W / 55.9518111°N 3.2240972°W